# Кляйст, Петер
Петер Кляйст (нем. Peter Kleist; 29 января 1904, Мариенвердер, Восточная Пруссия (ныне Квидзын, Польша) — 1971) — немецкий дипломат и журналист.
Изучал иностранные языки и право, в 1932 г. защитил диссертацию «Международно-правовое признание Советской России» (нем. Die völkerrechtliche Anerkennung Sowjet-Rußlands). С 1931 г. член НСДАП.
В 1933 г. был назначен на должность управляющего Немецкой высшей школы политики. Выступал ведущим экспертом по восточному направлению в Министерстве иностранных дел Третьего Рейха, присутствовал при подписании пакта Молотова — Риббентропа. В 1941—1945 гг. работал в Имперском министерстве оккупированных восточных территорий.
После окончания Второй мировой войны организатор Немецкой имперской партии и сотрудник выпускавшихся партией газет. Автор ряда публицистических статей и книг; особенной известностью пользовалась книга «Кто такой Вилли Брандт?» (нем. Wer ist Willy Brandt?), в последний раз переизданная в 1973 году.
Также автор книги «Ты тоже принял участие» (нем. Auch du warst dabei) (1952), в которой он пытался обелить нацистскую Германию, обвинив руководство союзников в поддержке так называемой «войны евреев против Германии».